# Navan Fort
Navan Fort ist ein archäologischer Fundort im County Armagh in Nordirland. Er ist höchstwahrscheinlich mit Emain Macha identisch, der Hauptstadt der Ulter in den überlieferten alt- und mittelirischen Sagen des Ulster-Zyklus. Der Ort, an dem neolithische, bronzezeitliche und eisenzeitliche Spuren gefunden wurden, soll im Jahre 332 n. Chr. zerstört worden sein. Die Legende von der Entstehung des Namens Emain Macha ist Noínden Ulad (deutsch „Schwäche der Ulter“)

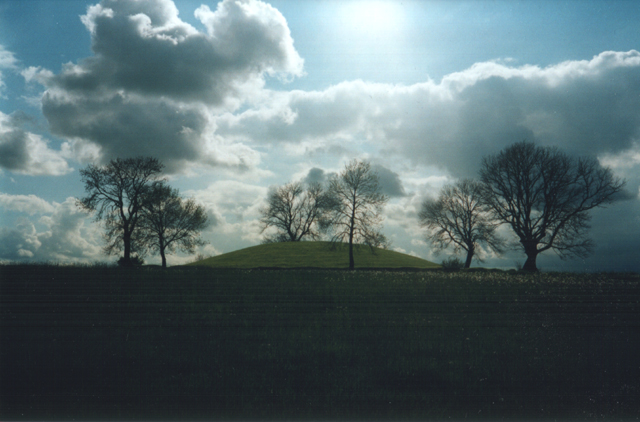
Navan Fort

## Archäologischer Befund

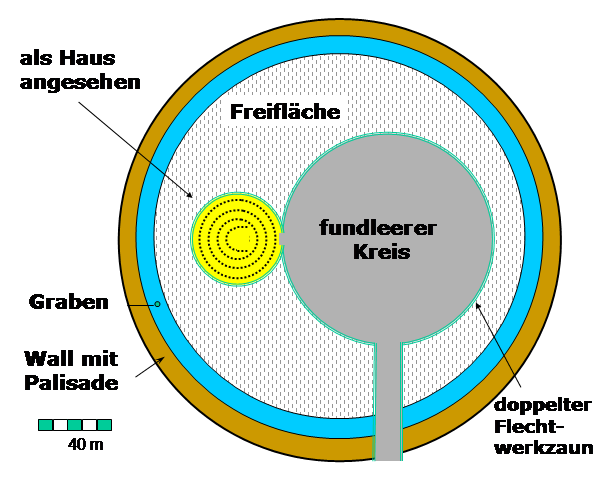
Navan Fort

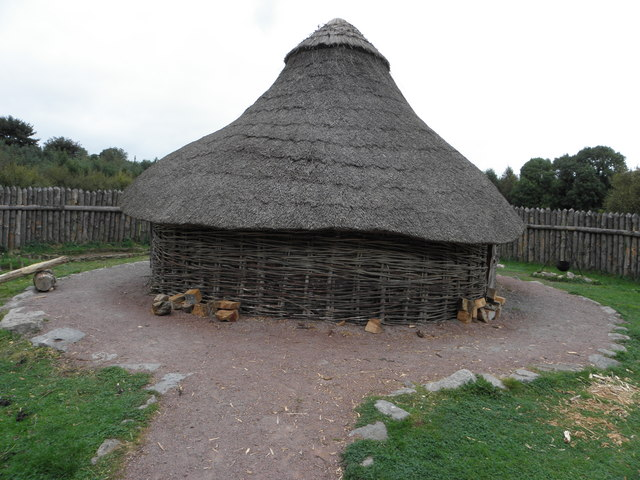
Rekonstruktion der Halle

Zwei Doppelkreise liegen innerhalb eines äußeren Walls und eines inneren Ringgrabens. Die sich tangierenden Innenkreise bestanden aus doppelten Flechtwänden, zwischen die organisches Füllmaterial eingebracht war. Im kleineren, ca. 40 m messenden Kreis zeigten sich die Spuren von fünf konzentrischen Pfostenringen aus 275 Eichenstämmen als Dachstützen und 34 als Randstützen mit 30 cm Durchmesser. Im Zentrum, mit einer U–förmige Pfostensetzung, war ein Zentralpfeiler vorhanden. Dendrochronologische Datierungen ergaben, dass dieser Pfosten mit ungefähr 50 cm Durchmesser und einer geschätzten Höhe von 12 m im Jahr 94 v. Chr. gefällt worden war. Der Eingang war nach Westen ausgerichtet. Der Bau wurde unmittelbar nach der Fertigstellung mit Steinen gefüllt, niedergebrannt und mit einer 2,5 m dicken Grassodenschicht abgedeckt, ohne dass der Grund dieses Rituals (?) feststellbar ist. Der dadurch entstandene Hügel ist heute noch 5 m hoch und blieb, wie der äußere Wall, erkennbar. Im größeren der beiden, heute nicht mehr erkennbaren Innenkreise von Fort Navan fand man keinerlei Pfostenspuren. Die Tatsache, dass es sich bei Navan Fort um ein altes Kultzentrum oder einen Fürstensitz mit Verbindungen in den Mittelmeerraum handelt, wird durch den Fund eines Affenschädels im archäologischen Horizont des 2. oder 3. Jahrhunderts v. Chr. dokumentiert. Brian Boru soll diesen Ort aufgesucht haben, als er in Armagh weilte, das der Bischofssitz Irlands war.
In den Pfostenringen von Navan Fort sah D. M. Waterman die Ständer eines gigantischen Rundhauses mit Spitzdach und einem Mittelpfosten von 17–20 m Höhe. Entlang der Flechtwand gefundene Spuren von Stellagen wurden von ihm als Betten angesprochen. In der zentralen Position befand sich ein Steintrog. Hier kann Watermans dachtragender Mast nicht platziert gewesen sein.
In der Nähe, in Loughnashade, befinden sich zwei See-Opferstätten, eine im See direkt, die andere in einem zweiten See, besser Teich, der künstlich im 8. Jahrhundert v. Chr. angelegt wurde, mit 25 m Durchmesser und 4 m Tiefe. Aus den beiden Fundorten wurden Menschenschädel (darunter der abgetrennte Gesichtsschädel eines jungen Mannes), Tierknochen, Geweihe, Schwerter und Bronzetrompeten geborgen, darunter eine Carnyx, die den Namen Loughnashade-Trompete erhielt. Diese Opferstellen waren Schauplatz eines jährlichen abgehaltenen großen Festes (Feis Emain Macha). Der künstliche Teich trägt heute den Namen The King's Stables („Die Königs-Stallungen“).
In der Killylea Road in Armagh zeigt das Navan Center in der Dauerausstellung Rediscover Emain Macha die Geschichte und die Legenden dieses Platzes. 1993 wurde sie als beste Touristen-Ausstellung in Nordirland ausgezeichnet.

## Emain Macha
Emain Macha ['evinʼ 'vaxa] (deutsch „Machas Zwillinge“) ist in den Erzählungen der Keltischen Mythologie der Königssitz von Ulster und zugleich eine wichtige Kultstätte. Die Beschreibung der Burg in den nordirischen Sagen deckt sich großteils mit den archäologischen Funden.
Im Flurnamen der Gegend um Navan Fort, Creeveroe, ist die altirische Bezeichnung Cræbrúad („Rotzweig“) zu finden, dies war der Name der Festhalle von König Conchobar mac Nessa. Der Grund für diese Bezeichnung ist nicht bekannt, doch könnte mit dem vermuteten Zentralpfosten der Halle (siehe oben) der „Rote Zweig“ gemeint sein. Es ist allerdings nahezu sicher anzunehmen, dass der Bau tatsächlich nicht als profane Festhalle, sondern als Kultbau diente. Die offenbar vorhandene tatsächliche Königshalle wurde bisher noch nicht gefunden.
Im Ulster-Zyklus ist Emain Macha der Handlungsort in den Erzählungen Noínden Ulad („Die Schwäche der Ulter“), Macgnímrada Con Culainn („Cú Chulainns Knabentaten“), Compert Conchobuir („Conchobars Empfängnis“), Longas mac nUislenn („Das Exil der Söhne Uislius“), Scéla mucce Meic Dathó („Die Geschichte von Mac Dathós Schwein“) und Táin Bó Cuailnge („Der Rinderraub von Cooley“).
In Fled Bricrenn („Bricrius Fest“) wird Bricrius Halle genau geschildert und darauf hingewiesen, dass sie in ihrer Dimension und Ausstattung der Königshalle Conchobars gleiche. Dieser riesige Bau sei in Sektoren geteilt, erhöht und zentral der des Königs, umgeben von denen der zwölf wichtigsten Helden. Die Säulen wären mit Ochsengespannen herbeigebracht worden und sieben der stärksten Ulter hätten sie aufgerichtet.